# Wanderlegende
Een wanderlegende (Duits voor een "rondgaande legende") is een anekdote die in dezelfde vorm over verschillende personen wordt verteld. Vaak zijn de legenden onwaar of ten minste ongedocumenteerd, maar zij spreken tot de verbeelding omdat zij een rake schets bevatten van het karakter van de persoon in kwestie of van de omstandigheden.
Een wanderlegende onderscheidt zich van een broodjeaapverhaal of urban legend doordat hetzelfde verhaaltje steeds weer in dezelfde vorm aan een ander personage wordt verbonden.
Voorbeelden
- Van diverse Europese vorsten (onder wie koningin Wilhelmina) wordt verteld dat zij, om een gast niet te blameren, óók het vingerkommetje leegdronken.
- Richard Wagner en Igor Stravinsky (in een andere variant de dirigent Pierre Monteux) zouden beiden het theater in Parijs alleen via het toiletraampje hebben kunnen verlaten vanwege de rellen tijdens een première.
- Er is een bekende anekdote dat een bepaalde popzangeres of actrice ooit zou beweerd hebben dat ze "even slank wou worden als de hongerige kindertjes in Afrika." Dit verhaal wordt vaak gekoppeld aan beroemde vrouwen die niet bekendstaan om hun hoge intelligentie, maar is niet veel meer dan een mop die niet op feiten is gebaseerd.
- Isadora Duncan vroeg ooit aan George Bernard Shaw of hij de vader van haar volgende kind wou zijn. Volgens haar zou het een fantastische toekomst tegemoet gaan met haar schoonheid en zijn intelligentie. Shaw bedankte voor de eer en zei: "Bedankt, maar het kind zou evengoed mijn schoonheid kunnen bezitten en jouw intelligentie." Dit verhaal is ook aan andere mensen toegeschreven, zoals Marilyn Monroe en Albert Einstein, die in vergelijking veel beroemder zijn bij het grote publiek.
- In de shoarmasaus in een snackbar zou sperma van meerdere mannen zijn aangetroffen. Dit zou al dan niet geschied zijn naar aanleiding van een onderzoek van de autoriteiten, een klacht, of een incident. De locatie van de snackbar (en het aantal mannen van wie het sperma afkomstig was) verschilt in iedere versie van het verhaal.